# Generatorgas
Generatorgas wordt opgewekt in grote ovens die met steenkool of cokes gevuld zijn. Van onder wordt lucht in de oven geblazen, de zuurstof in de lucht verbrandt onder in de oven koolstof naar koolstofdioxide. Het gevormde kooldioxide reageert in de hoger gelegen lagen gloeiende kool volgens de onderstaande formule tot koolstofmonoxide.
{\displaystyle \mathrm {CO_{2}+C\longrightarrow 2\ CO} }
Het generatorgas bestaat ongeveer uit 64 % stikstofgas, 26 % koolmonoxide, 4 % waterstofgas, 4 % kooldioxide en 1 % methaan. De verbrandingswarmte is 800-1200 kcal/m3.
Generatorgas wordt voornamelijk gebruikt voor de verwarming van cokesfabrieken. Vroeger werd het ook wel gebruikt voor de verwarming van de gasretorten of kameroven van de gasfabriek